# Weigelsberg
Der Weigelsberg ist ein 898 m ü. NHN hoher Berg etwa fünf Kilometer nordöstlich von Viechtach in Bayern und die höchste Erhebung im Gemeindegebiet von Viechtach.
Der Weigelsberg liegt im Weigelsberger Wald, etwa 1,5 Kilometer östlich des Weilers Weigelsberg. Im Nordosten liegt etwa vier Kilometer entfernt Drachselsried. Nachbarberge sind der Riesberg (882 m) im Süden, die Pfaffenzellerhöhe (859 m) im Norden und der Ruckl (836 m) im Nordosten.
Der Weigelsberg ist von Nadelwald bedeckt und mit Forststraßen erschlossen.

## Frequenzen und Programme

### Analoger Hörfunk (UKW)
Analoges Radio (UKW) wird von der in der Nähe liegenden Kronberg-Hütte bei Viechtach ausgestrahlt: Die ursprünglich für den Großer Arber koordinierte Frequenz 101,5 MHz wurde nicht realisiert.
| Programm   | Frequenz | ERP      | Region | RDS PS   |
| ---------- | -------- | -------- | ------ | -------- |
| UnserRadio | 97,2 MHz | 0,012 kW | Regen  | UNSRADIO |

### Digitaler Hörfunk (DAB)
Die Ausstrahlung von Digitalem Hörfunk (DAB) ist geplant. Ob und ggf. wann es auch zu einer Aufschaltung des Oberpfalz-Muxes kommt, ist ungewiss.  DAB wird in vertikaler Polarisation und im Gleichwellenbetrieb mit anderen Sendern ausgestrahlt. 
| Block                    | Programme | ERP (in kW) | Antennendiagramm rund (ND)/ gerichtet (D) | Gleichwellennetz (SFN) |
| ------------------------ | --- | ----------- | ----------------------------------------- | --- |
| 11D BR Bayern (D__00165) | DAB-Block des Bayerischen Rundfunks - Bayern 1 (Oberbayern) (96 kbps) - Bayern 1 (Niederbayern/Oberpfalz) (96 kbps) - Bayern 1 (Franken) (96 kbps) - Bayern 2 (96 kbps) - Bayern 3 (96 kbps) - BR-Klassik (144 kbps) - BR24 (72 kbps, Mono) - BR Schlager (96 kbps) - Puls (96 kbps) - BR Heimat (128 kbps) - BR Verkehr (16 kbps, Mono) - Antenne Bayern (80 kbps) - BR EPG (8 kbps Daten) - ARD TPEG (24 kbps)                                     | 3,2         | D                                         | - Unterfranken: Alzenau (Hahnenkamm), Burgsinn (Main-Spessart), Dettelbach, Ebern, Frammersbach/Sauerberg (geplant), Gemünden, Hammelburg, Kreuzberg (Rhön), Miltenberg-Wenschdorf, Neustadt am Main, Obernburg am Main, Ostheim/Heidelberg, Pfaffenberg (Aschaffenburg), Schweinfurt (Schonungen), Volkach, Wertheim, Würzburg (Frankenwarte), Zeil am Main - Oberfranken: Bad Steben, Bamberg (Geisberg), Burgwindheim (geplant), Coburg (Eckardtsberg), Hof (Labyrinthberg), Kronach, Kulmbach, Ludwigsstadt (Ebersdorf), Ochsenkopf (Fichtelgebirge), Pegnitz - Mittelfranken: Ansbach (geplant), Büttelberg, Hesselberg, Hersbruck, Nürnberg (Fernmeldeturm), Rothenburg ob der Tauber, Treuchtlingen, Weißenburg - Oberpfalz: Altenstadt, Amberg (Hirschau), Amberg-Süd, Dillberg (Neumarkt), Fuchsmühl, Geigant, Hoher Bogen (Furth im Wald), Hohe Linie (Regensburg), Kallmünz (geplant), Pfreimd, Schönsee (Drechselberg), Weigendorf - Niederbayern: Brotjacklriegel, Deggendorf (Aletsberg), Dingolfing, Einödriegel, Kelheim, Landshut (Altdorf), Mainburg, Mallersdorf-Pfaffenberg, Oberfrauenwald, Passau (Kühberg), Pfarrkirchen, Rattenberg, Rotthalmünster, Viechtach (Weigelsberg) (geplant), Vilsbiburg - Schwaben: Augsburg (Hotelturm), Augsburg (Welden), Balderschwang (Oberberg), Grünten, Hühnerberg (Harburg), Kaufbeuren (geplant), Markt Wald, Memmingen, Pfänder (Vorarlberg), Pfronten (Breitenberg), Ulm (Kuhberg) - Oberbayern: Bad Tölz (Gaißach), Berchtesgaden (Jenner), Eichstätt, Fürstenfeldbruck (Schöngeising), Gelbelsee, Herzogstand (Fahrenbergkopf), Hochberg (Traunstein), Hohenpeißenberg, Inntal (Ebbs), Isen, München-Freimann, München-Ismaning, München (Olympiaturm), Neuötting, Oberammergau (Laber), Pfaffenhofen (Wolfsberg), Pfaffenhofen (BR), Reit im Winkl, Untersberg (Salzburg), Tegernseer Tal (Wallberg), Wasserburg am Inn (Koblberg), Wendelstein (Bayrischzell) |
| 7D Niederbayern          | DAB-Block des Bayerischen Rundfunks - Bayern 1 (Schwaben) (96 kbps) - Bayern 1 (Mainfranken) (96 kbps) - BR24live (64 kbps, Mono) - Radio Teddy (72 kbps) - egoFM (72 kbps) - Maximal Radio Niederbayern (72 kbps) - Galaxy (LA/DGF) (72 kbps) - Maximal Radio (SR) (72 kbps) - Unser Radio (72 kbps) - Galaxy (PA/DEG) (72 kbps) - Oldie-Welle Niederbayern (72 kbps) - Arabella Bayern (96 kbps) - Rock Antenne Bayern (72 kbps) - BR EPG (8 kbps) | 3,2         | D                                         | Brotjacklriegel, Deggendorf (Aletsberg), Dingolfing, Einödriegel, Kelheim, Landshut (Altdorf), Mainburg, Mallersdorf-Pfaffenberg, Oberfrauenwald, Passau (Kühberg), Pfarrkirchen, Rattenberg, Rotthalmünster, Viechtach (Weigelsberg) (geplant), Vilsbiburg |